# Liste der Nummer-eins-Hits in Frankreich (2001)
Diese Liste enthält alle Nummer-eins-Hits in Frankreich im Jahr 2001. Es gab in diesem Jahr 12 Nummer-eins-Singles und 20 Nummer-eins-Alben.

## Singles
| ← 2000 ← | Liste der Nummer-eins-Hits in Frankreich | Liste der Nummer-eins-Hits in Frankreich | Liste der Nummer-eins-Hits in Frankreich                                                         | 2002 → |
| \| Zeitraum \| Wo. ges. \| Interpret \| Titel Autor(en) \| Zusätzliche Informationen \| \| (Zeitraum, Wochen auf Platz eins, Interpret, Titel, Autor[en], zusätzliche Informationen) \| \| \| \| \| \| ----------------------------------------------------------------------------------------- \| -------- \| ------------------- \| ------------------------------------------------------------------------------------------------ \| ---------------------------------------------------------------------------------------------------------------------------------------------------------------------------------------------------------------- \| \| 30. Dezember 2001 – 12. Januar 2001 2 Wochen \| 2 \| Alizée \| L'Alizé Mylène Farmer, Laurent Boutonnat \| Zeitgleich stand Alizée mit ihrem Lied Moi… Lolita auf Platz 3 der französischen Singlecharts. \| \| 13. Januar 2001 – 30. März 2001 11 Wochen \| 11 \| Garou \| Seul Romano Musumarra, Luc Plamondon \| – \| \| 31. März 2001 – 8. Juni 2001 10 Wochen \| 10 \| Shaggy feat. Rikrok \| It Wasn't Me Shaun Pizzonia, Orville Burrell, Harold Brown, Morris Dickerson \| It Wasn't Me war die erste Nummer-eins-Single von Shaggy in Frankreich und wurde von der SNEP mit einer Platin-Schallplatte ausgezeichnet. \| \| 9. Juni 2001 – 13. Juli 2001 5 Wochen \| 5 \| MC Solaar \| Hasta la vista Eric K-Roz, Alain J, Claude M'Barali, Kurser \| – \| \| 14. Juli 2001 – 29. September 2001 11 Wochen \| 11 \| Les Lofteurs \| Up And Down Maloï, Abid Perreau, RST Rami \| Unter dem Namen Les Lofteurs fungierten die Teilnehmer der französischen Ausgabe von Big Brother (Loft Story). \| \| 30. September 2001 – 5. Oktober 2001 1 Woche \| 1 \| Geri Halliwell \| It’s Raining Men Paul Shaffer, Paul Jabara \| – \| \| 6. Oktober 2001 – 12. Oktober 2001 1 Woche \| 1 \| Mary J. Blige \| Family Affair Mary Jane Blige, Bruce Miller, André Young, Camara Kambon, Mike Elizondo \| Family Affair war der erste Nummer-eins-Hit und erst die zweite Single von Mary J. Blige, die sich in den französischen Singlecharts platzieren konnte. \| \| 13. Oktober 2001 – 2. November 2001 3 Wochen \| 3 \| Michael Jackson \| You Rock My World Michael Jackson, Rodney Jerkins, LeShawn Daniels, Fred Jerkins III, Nora Payne \| You Rock My World war der fünfte Nummer-eins-Hit für Michael Jackson in den französischen Singlecharts. \| \| 3. November 2001 – 23. November 2001 3 Wochen \| 3 \| Garou & Céline Dion \| Sous le vent Jacques Vénéruso \| Für den kanadischen Sänger Garou war Sous le vent bereits der zweite Nummer-eins-Hit in Frankreich im Jahr 2001. \| \| 24. November 2001 – 30. November 2001 1 Woche \| 1 \| Kylie Minogue \| Can’t Get You Out of My Head Cathy Dennis, Rob Davis \| – \| \| 1. Dezember 2001 – 7. Dezember 2001 1 Woche \| 1 \| L5 \| Toutes les femmes de ta vie Billy Steinberg, Johan Åberg, Maïdi Roth, Doriand, Sigurd Rosnes \| L5 entstand aus der ersten französischen Version des Gesangwettbewerbs Popstars. Mit ihrer Debütsingle Toutes les femmes de ta vie landeten sie als Neueinsteiger auf Platz eins der Singlecharts in Frankreich. \| \| 8. Dezember 2001 – 8. Februar 2002 9 Wochen \| 9 \| Star Academy \| La musique Barry Mann, Cynthia Weil, FB Cool, SDO, Anne Gregory \| – \| |                                          |                                          |                                                                                                  | |
| ← 2000 |                                          |                                          |                                                                                                  | → 2002 → |
| Zeitraum | Wo. ges.                                 | Interpret                                | Titel Autor(en)                                                                                  | Zusätzliche Informationen |
| (Zeitraum, Wochen auf Platz eins, Interpret, Titel, Autor[en], zusätzliche Informationen) |                                          |                                          |                                                                                                  | |
| 30. Dezember 2001 – 12. Januar 2001 2 Wochen | 2                                        | Alizée                                   | L'Alizé Mylène Farmer, Laurent Boutonnat                                                         | Zeitgleich stand Alizée mit ihrem Lied Moi… Lolita auf Platz 3 der französischen Singlecharts. |
| 13. Januar 2001 – 30. März 2001 11 Wochen | 11                                       | Garou                                    | Seul Romano Musumarra, Luc Plamondon                                                             | – |
| 31. März 2001 – 8. Juni 2001 10 Wochen | 10                                       | Shaggy feat. Rikrok                      | It Wasn't Me Shaun Pizzonia, Orville Burrell, Harold Brown, Morris Dickerson                     | It Wasn't Me war die erste Nummer-eins-Single von Shaggy in Frankreich und wurde von der SNEP mit einer Platin-Schallplatte ausgezeichnet.                                                                       |
| 9. Juni 2001 – 13. Juli 2001 5 Wochen | 5                                        | MC Solaar                                | Hasta la vista Eric K-Roz, Alain J, Claude M'Barali, Kurser                                      | – |
| 14. Juli 2001 – 29. September 2001 11 Wochen | 11                                       | Les Lofteurs                             | Up And Down Maloï, Abid Perreau, RST Rami                                                        | Unter dem Namen Les Lofteurs fungierten die Teilnehmer der französischen Ausgabe von Big Brother (Loft Story).                                                                                                   |
| 30. September 2001 – 5. Oktober 2001 1 Woche | 1                                        | Geri Halliwell                           | It’s Raining Men Paul Shaffer, Paul Jabara                                                       | – |
| 6. Oktober 2001 – 12. Oktober 2001 1 Woche | 1                                        | Mary J. Blige                            | Family Affair Mary Jane Blige, Bruce Miller, André Young, Camara Kambon, Mike Elizondo           | Family Affair war der erste Nummer-eins-Hit und erst die zweite Single von Mary J. Blige, die sich in den französischen Singlecharts platzieren konnte.                                                          |
| 13. Oktober 2001 – 2. November 2001 3 Wochen | 3                                        | Michael Jackson                          | You Rock My World Michael Jackson, Rodney Jerkins, LeShawn Daniels, Fred Jerkins III, Nora Payne | You Rock My World war der fünfte Nummer-eins-Hit für Michael Jackson in den französischen Singlecharts. |
| 3. November 2001 – 23. November 2001 3 Wochen | 3                                        | Garou & Céline Dion                      | Sous le vent Jacques Vénéruso                                                                    | Für den kanadischen Sänger Garou war Sous le vent bereits der zweite Nummer-eins-Hit in Frankreich im Jahr 2001.                                                                                                 |
| 24. November 2001 – 30. November 2001 1 Woche | 1                                        | Kylie Minogue                            | Can’t Get You Out of My Head Cathy Dennis, Rob Davis                                             | – |
| 1. Dezember 2001 – 7. Dezember 2001 1 Woche | 1                                        | L5                                       | Toutes les femmes de ta vie Billy Steinberg, Johan Åberg, Maïdi Roth, Doriand, Sigurd Rosnes     | L5 entstand aus der ersten französischen Version des Gesangwettbewerbs Popstars. Mit ihrer Debütsingle Toutes les femmes de ta vie landeten sie als Neueinsteiger auf Platz eins der Singlecharts in Frankreich. |
| 8. Dezember 2001 – 8. Februar 2002 9 Wochen | 9                                        | Star Academy                             | La musique Barry Mann, Cynthia Weil, FB Cool, SDO, Anne Gregory                                  | – |

## Alben
| ← 2000 ← | Liste der Nummer-eins-Hits in Frankreich | Liste der Nummer-eins-Hits in Frankreich | Liste der Nummer-eins-Hits in Frankreich | 2002 →                                                                              |
| \| Zeitraum \| Wo. ges. \| Interpret \| Titel \| Zusätzliche Informationen \| \| (Zeitraum, Wochen auf Platz eins, Interpret, Titel, zusätzliche Informationen) \| \| \| \| \| \| ------------------------------------------------------------------------------ \| -------- \| ------------------------- \| ---------------------------------------- \| ----------------------------------------------------------------------------------- \| \| 16. Dezember 2000 – 12. Januar 2001 4 Wochen \| 4 \| Romeo und Julia (Musical) \| Roméo et Juliette, de la Haine à l’Amour \| − \| \| 13. Januar 2001 – 19. Januar 2001 1 Woche \| 1 \| Manu Chao \| Clandestino \| − \| \| 20. Januar 2001 – 26. Januar 2001 1 Woche (insgesamt 5) \| 5 \| Garou \| Seul \| Garou stand zeitgleich mit Single und Album an der Spitze der französischen Charts. \| \| 27. Januar 2001 – 2. Februar 2001 1 Woche \| 1 \| DJ Kost & DJ Goldfinger \| Double Face 3 \| – \| \| 3. Februar 2001 – 9. Februar 2001 1 Woche \| 1 \| Alizée \| Gourmandises \| – \| \| 10. Februar 2001 – 9. März 2001 4 Wochen (insgesamt 5) \| 5 \| Garou \| Seul \| – \| \| 10. März 2001 – 20. April 2001 6 Wochen \| 6 \| Les Enfoirés \| 2001: L'odyssée des Enfoirés \| – \| \| 21. April 2001 – 18. Mai 2001 4 Wochen \| 4 \| Dido \| No Angel \| – \| \| 19. Mai 2001 – 25. Mai 2001 1 Woche \| 1 \| Depeche Mode \| Exciter \| – \| \| 26. Mai 2001 – 8. Juni 2001 2 Wochen \| 2 \| Various Artists \| Le fabuleux destin d'Amélie Poulain \| – \| \| 9. Juni 2001 – 17. August 2001 10 Wochen \| 10 \| Manu Chao \| ...Proxima estacion... Esperanza \| – \| \| 18. August 2001 – 24. August 2001 1 Woche (insgesamt 11) \| 11 \| Yannick Noah \| Yannick Noah \| – \| \| 25. August 2001 – 31. August 2001 1 Woche (insgesamt 11) \| 11 \| Manu Chao \| ...Proxima estacion... Esperanza \| – \| \| 1. September 2001 – 7. September 2001 1 Woche \| 1 \| Björk \| Vespertine \| – \| \| 8. September 2001 – 14. September 2001 1 Woche \| 1 \| Jamiroquai \| A Funk Odyssey \| – \| \| 15. September 2001 – 19. Oktober 2001 5 Wochen \| 5 \| Noir Désir \| Des visages des figures \| – \| \| 20. Oktober 2001 – 2. November 2001 2 Wochen \| 2 \| Zazie \| La Zizanie \| – \| \| 3. November 2001 – 23. November 2001 3 Wochen \| 3 \| Michael Jackson \| Invincible \| – \| \| 24. November 2001 – 14. Dezember 2001 3 Wochen \| 3 \| Jean-Jacques Goldman \| Chansons pour les pieds \| – \| \| 15. Dezember 2001 – 4. Januar 2002 3 Wochen \| 3 \| L5 \| L5 \| – \| |                                          |                                          |                                          |                                                                                     |
| ← 2000 |                                          |                                          |                                          | → 2002 →                                                                            |
| Zeitraum | Wo. ges.                                 | Interpret                                | Titel                                    | Zusätzliche Informationen                                                           |
| (Zeitraum, Wochen auf Platz eins, Interpret, Titel, zusätzliche Informationen) |                                          |                                          |                                          |                                                                                     |
| 16. Dezember 2000 – 12. Januar 2001 4 Wochen | 4                                        | Romeo und Julia (Musical)                | Roméo et Juliette, de la Haine à l’Amour | −                                                                                   |
| 13. Januar 2001 – 19. Januar 2001 1 Woche | 1                                        | Manu Chao                                | Clandestino                              | −                                                                                   |
| 20. Januar 2001 – 26. Januar 2001 1 Woche (insgesamt 5) | 5                                        | Garou                                    | Seul                                     | Garou stand zeitgleich mit Single und Album an der Spitze der französischen Charts. |
| 27. Januar 2001 – 2. Februar 2001 1 Woche | 1                                        | DJ Kost & DJ Goldfinger                  | Double Face 3                            | –                                                                                   |
| 3. Februar 2001 – 9. Februar 2001 1 Woche | 1                                        | Alizée                                   | Gourmandises                             | –                                                                                   |
| 10. Februar 2001 – 9. März 2001 4 Wochen (insgesamt 5) | 5                                        | Garou                                    | Seul                                     | –                                                                                   |
| 10. März 2001 – 20. April 2001 6 Wochen | 6                                        | Les Enfoirés                             | 2001: L'odyssée des Enfoirés             | –                                                                                   |
| 21. April 2001 – 18. Mai 2001 4 Wochen | 4                                        | Dido                                     | No Angel                                 | –                                                                                   |
| 19. Mai 2001 – 25. Mai 2001 1 Woche | 1                                        | Depeche Mode                             | Exciter                                  | –                                                                                   |
| 26. Mai 2001 – 8. Juni 2001 2 Wochen | 2                                        | Various Artists                          | Le fabuleux destin d'Amélie Poulain      | –                                                                                   |
| 9. Juni 2001 – 17. August 2001 10 Wochen | 10                                       | Manu Chao                                | ...Proxima estacion... Esperanza         | –                                                                                   |
| 18. August 2001 – 24. August 2001 1 Woche (insgesamt 11) | 11                                       | Yannick Noah                             | Yannick Noah                             | –                                                                                   |
| 25. August 2001 – 31. August 2001 1 Woche (insgesamt 11) | 11                                       | Manu Chao                                | ...Proxima estacion... Esperanza         | –                                                                                   |
| 1. September 2001 – 7. September 2001 1 Woche | 1                                        | Björk                                    | Vespertine                               | –                                                                                   |
| 8. September 2001 – 14. September 2001 1 Woche | 1                                        | Jamiroquai                               | A Funk Odyssey                           | –                                                                                   |
| 15. September 2001 – 19. Oktober 2001 5 Wochen | 5                                        | Noir Désir                               | Des visages des figures                  | –                                                                                   |
| 20. Oktober 2001 – 2. November 2001 2 Wochen | 2                                        | Zazie                                    | La Zizanie                               | –                                                                                   |
| 3. November 2001 – 23. November 2001 3 Wochen | 3                                        | Michael Jackson                          | Invincible                               | –                                                                                   |
| 24. November 2001 – 14. Dezember 2001 3 Wochen | 3                                        | Jean-Jacques Goldman                     | Chansons pour les pieds                  | –                                                                                   |
| 15. Dezember 2001 – 4. Januar 2002 3 Wochen | 3                                        | L5                                       | L5                                       | –                                                                                   |